# Ernesto Montalban
Ernesto Montalban (Auronzo di Cadore, 1882 – Belluno, 1937) è stato un politico e nobile italiano.

## Biografia
Ernesto nacque nel 1882 ad Auronzo di Cadore, figlio del conte Riccardo Montalban, sindaco di Belluno e della contessa Carolina von Cassis-Fraraone, una nobile di origini siriane. Fu attivo nella vita politica bellunese come assessore comunale e nella gestione dei possedimenti boschivi di proprietà della famiglia. Fu inoltre attivo nel finanziamento e nella gestione della Società del teatro di Belluno, un'importante istituzione locale. Ernesto sposò la nobile Giuseppina Frigimelica nel 1907, discendente dell'architetto e librettista Girolamo Frigimelica-Roberti. Il padre di Giuseppina si chiamava Francesco ed era ingegnere e membro del consiglio comunale di Belluno negli stessi anni del padre di Ernesto. Il matrimonio tra Ernesto e Giuseppina fu il frutto di un accordo politico stretto dai padri. Nella loro villa di Safforze la famiglia ospitò nel 1903 Re Vittorio Emanuele III e la Regina Elena in visita.

## Discendenza
La coppia ebbe tre figli: Carolina, Riccardo e Laura. L'unico figlio maschio di Ernesto non ebbe eredi, fu uno stravagante libertino, sempre in viaggio per l'Europa. Con la sua morte, avvenuta in Germania, si estinse il ramo di nobiltà più antica della famiglia. Carolina si sposò invece con Arturo Stiz, di origini borghesi, era fratello del generale d'artiglieria Paolo Stiz e futuro zio del magistrato Giancarlo Stiz. Laura, la terza figlia, in gioventù fu dama di compagnia a Roma, presso la ricca famiglia ebraica dei Cohen. Con le leggi razziali e l'avvento della guerra fu costretta a fuggire: ripiegò prima verso Belluno e poi sulla parte bresciana del Lago di Garda, dove trascorse il resto della sua vita.

## Ascendenza
|                                       |                                   |                                  | Genitori                               |  |  | Nonni |  |  | Bisnonni                                 |  |  | Trisnonni                           |  |
|                                       |                                   |                                  |                                        |  |  |       |  |  | Ernesto Augusto Niccolò Montalban, conte |  |  | Pietro IV Montalban, conte di Prata |  |
|                                       |                                   |                                  |                                        |  |  |       |  |  | Ernesto Augusto Niccolò Montalban, conte |  |  | Pietro IV Montalban, conte di Prata |  |
|                                       |                                   | Orsolina Cesara Miari, contessa  |                                        |  |  |       |  |  | Ernesto Augusto Niccolò Montalban, conte |  |  |                                     |  |
| Francesco Pietro Montalban, conte     |                                   |                                  |                                        |  |  |       |  |  | Ernesto Augusto Niccolò Montalban, conte |  |  |                                     |  |
|                                       |                                   | Elisabetta Croda, contessa       |                                        |  |  |       |  |  |                                          |  |  |                                     |  |
|                                       |                                   |                                  |                                        |  |  |       |  |  |                                          |  |  |                                     |  |
|                                       |                                   |                                  |                                        |  |  |       |  |  |                                          |  |  |                                     |  |
| Riccardo Montalban, conte             |                                   |                                  |                                        |  |  |       |  |  |                                          |  |  |                                     |  |
|                                       |                                   |                                  |                                        |  |  |       |  |  |                                          |  |  |                                     |  |
|                                       |                                   |                                  |                                        |  |  |       |  |  |                                          |  |  |                                     |  |
|                                       |                                   |                                  |                                        |  |  |       |  |  |                                          |  |  |                                     |  |
| Caterina Vascellari, contessa         |                                   |                                  |                                        |  |  |       |  |  |                                          |  |  |                                     |  |
|                                       |                                   | …                                |                                        |  |  |       |  |  |                                          |  |  |                                     |  |
|                                       |                                   |                                  |                                        |  |  |       |  |  |                                          |  |  |                                     |  |
|                                       |                                   |                                  |                                        |  |  |       |  |  |                                          |  |  |                                     |  |
| Ernesto Montalban, conte              |                                   |                                  |                                        |  |  |       |  |  |                                          |  |  |                                     |  |
|                                       | Antonio von Cassis-Faraone, conte | Ibrahim Pharaon                  |                                        |  |  |       |  |  |                                          |  |  |                                     |  |
|                                       | Antonio von Cassis-Faraone, conte | Ibrahim Pharaon                  |                                        |  |  |       |  |  |                                          |  |  |                                     |  |
|                                       | Antonio von Cassis-Faraone, conte |                                  |                                        |  |  |       |  |  |                                          |  |  |                                     |  |
| Pompeo von Cassis-Faraone, conte      | Antonio von Cassis-Faraone, conte |                                  |                                        |  |  |       |  |  |                                          |  |  |                                     |  |
|                                       |                                   | Thekla Ghebarra, contessa        | Moisè Ghebarra                         |  |  |       |  |  |                                          |  |  |                                     |  |
|                                       |                                   | Thekla Ghebarra, contessa        | Moisè Ghebarra                         |  |  |       |  |  |                                          |  |  |                                     |  |
|                                       |                                   | Thekla Ghebarra, contessa        | …                                      |  |  |       |  |  |                                          |  |  |                                     |  |
| Carolina von Cassis-Faraone, contessa |                                   | Thekla Ghebarra, contessa        |                                        |  |  |       |  |  |                                          |  |  |                                     |  |
|                                       |                                   | Filippo di Colloredo-Mels, conte | Giulio Cesareo III di Colloredo, conte |  |  |       |  |  |                                          |  |  |                                     |  |
|                                       |                                   | Filippo di Colloredo-Mels, conte | Giulio Cesareo III di Colloredo, conte |  |  |       |  |  |                                          |  |  |                                     |  |
|                                       |                                   | Filippo di Colloredo-Mels, conte | Enrichetta Spineda, contessa           |  |  |       |  |  |                                          |  |  |                                     |  |
| Giovanna di Colloredo-Mels, contessa  |                                   | Filippo di Colloredo-Mels, conte |                                        |  |  |       |  |  |                                          |  |  |                                     |  |
|                                       |                                   | Laura Belgrado, baronessa        |                                        |  |  |       |  |  |                                          |  |  |                                     |  |
|                                       |                                   |                                  |                                        |  |  |       |  |  |                                          |  |  |                                     |  |
|                                       |                                   | …                                |                                        |  |  |       |  |  |                                          |  |  |                                     |  |
|                                       |                                   |                                  |                                        |  |  |       |  |  |                                          |  |  |                                     |  |